# Côte de Saphir
La côte de Saphir (The Sapphire Coast en anglais) est le nom donné à la partie méridionale de la côte de Nouvelle-Galles du Sud en Australie au niveau du comté de la vallée Bega entre la frontière avec le Victoria au sud et la ville de Bermagui au nord.
« Côte de Saphir » est aussi le nom de la côte entre Béjaïa (Bougie) et Jijel (Djidjelli) en Algérie encore utilisé en 2014.